# Guitarra isabellae
Guitarra isabellae är en svampdjursart som beskrevs av Lee 1987. Guitarra isabellae ingår i släktet Guitarra och familjen Guitarridae.
Artens utbredningsområde är havet kring Galapagosöarna. Inga underarter finns listade i Catalogue of Life.